# Carlota García
Carlota García, född 21 februari 1992, är en spansk volleybollspelare (center). 
Hon har spelat för klubblag i Spanien samt Charleroi Volley i Belgien. Med landslaget har hon deltagit vid flera EM och European Volleyball League.